# Grundträsket (Lycksele socken, Lappland, 717309-161814)
Grundträsket är en sjö i Lycksele kommun i Lappland och ingår i Öreälvens huvudavrinningsområde. Sjön har en area på 0,327 kvadratkilometer och ligger 290,1 meter över havet.

## Delavrinningsområde
Grundträsket ingår i det delavrinningsområde (717361-161769) som SMHI kallar för Ovan 717231-161880. Medelhöjden är 313 meter över havet och ytan är 6,87 kvadratkilometer. Räknas de 3 avrinningsområdena uppströms in blir den ackumulerade arean 59,89 kvadratkilometer. Bäverbäcken som avvattnar avrinningsområdet har biflödesordning 2, vilket innebär att vattnet flödar genom totalt 2 vattendrag innan det når havet efter 189 kilometer. Avrinningsområdet består mestadels av skog (65 procent) och sankmarker (28 procent). Avrinningsområdet har 0,41 kvadratkilometer vattenytor vilket ger det en sjöprocent på 5,9 procent.